# Christof Duffner
Christof Duffner, född 16 december 1971 i Triberg im Schwarzwald i Baden-Württemberg, är en tysk tidigare backhoppare och nuvarande backhoppstränare som tävlade för Västtyskland och senare Tyskland. Han representerade SC Schönwald.

## Karriär
Christof Duffner debuterade internationellt i tysk-österrikiska backhopparveckan (ingår i världscupen) säsongen 1988/1989. I tävlingen på hemmaplan i Schattenbergschanze i Oberstdorf 30 december 1988 blev han nummer 57. 30 december 1992 vann han öppningstävlingen i backhopparveckan i Oberstdorf. Han blev nummer 6 sammanlagt säsongen 1992/1993. Säsongen 1995/1996 var hans bästa. Han blev nummer 5 sammanlagt. Duffner tävlade 13 säsonger i världscupen. Säsongen 1992/1993 var hans bästa. Han blev nummer 6 sammanlagt.
Duffner tävlade i stora backen under Skid-VM 1991 i Val di Fiemme i Italien och blev nummer 15. Under Skid-VM 1993 i Falun i Sverige tävlade han i båda individuella grenarna och blev nummer 28 i normalbacken och nummer 10 i stora backen. I Skid-VM 1997 i Trondheim i Norge deltog Duffner i tävlingarna i stora backen. I den individuella tävlingen blev han nummer 25 och i lagtävlingen vann han en bronsmedalj tillsammans med Martin Schmitt, Hansjörg Jäkle och Dieter Thoma. Under Skid-VM 1999 i Ramsau am Dachstein i Österrike startade Duffner i samtliga grenar. Han blev nummer 14 (normalbacken) och 18 (stora backen) i de individuella tävlingarna. I lagtävlingen vann Tyskland (Sven Hannawald, Christof Duffner, Dieter Thoma och Martin Schmitt) VM-guldet 1,9 poäng före Japan. I sitt sista Skid-VM i Val di Fiemme 2003 blev han nummer 20 i normalbacken och nummer 24 i stora backen. 
Christof Duffner deltog i tävlingarna i stora backen under olympiska spelen 1992 i Albertville i Frankrike. I den individuella hoppningen blev han nummer 11 og i lagtävlingen blev han nummer fem tillsammans med det tyska laget. Under OS-1994 i Lillehammer i Norge blev han nummer 18 (normalbacken) och nummer 11 (stora backen) i de individuella tävlingerna. I lagtävlingen vann Tyskland guld med laget Hansjörg Jäkle, Christof Duffner, Dieter Thoma och Jens Weissflog. Under sitt sista OS, i Salt Lake City i USA 2002 tävlade Duffner i normalbacken och blev nummer 17. Tyskland vann guld i lagtävling, utan Duffner i laget.
Duffner startade i sitt första VM i skidflygning i Čerťák i Harrachov i Tjeckoslovakien 1992. Han blev nummer fem, 39,0 poäng från prispallen. Under skidflygnings-VM 1994 i Letalnica i Planica i Slovenien. Där blev han nummer fyra, 38,3 poäng från en pallplats. I skidflygnings-VM 1996 i Kulm i Bad Mitterndorf i Österrike blev han nummer fem, 15,7 poäng från en bronsmedalj. Under VM 1998 i Heini Klopfer-backen i Oberstdorf blev han nummer 11. Duffners sista skidflygnings-VM var i Vikersund i Norge 2000. Han blev nummer 12. 
Christof Duffner skadade sig under träning november 2002. Han tävlade sedan i Kontinentalcupen. Han tog avsked med backhoppningen i ett testhopp under VM i skidflygning 2004 i Planica.

## Senare karriär
Efter avslutad aktiv idrottskarriär har Duffner varit verksam som lärare och dessutom tränare för rekryteringslagen från Schwarzwald. 